# Баґінське
Баґінське (пол. Bagińskie) — село в Польщі, у гміні Грабово Кольненського повіту Підляського воєводства.
Населення — 114 осіб (2011).
У 1975-1998 роках село належало до Ломжинського воєводства.

## Демографія
Демографічна структура станом на 31 березня 2011 року:
|          | Загалом | Допрацездатний вік | Працездатний вік | Постпрацездатний вік |
| -------- | ------- | ------------------ | ---------------- | -------------------- |
| Чоловіки | 60      | 13                 | 39               | 8                    |
| Жінки    | 54      | 13                 | 30               | 11                   |
| Разом    | 114     | 26                 | 69               | 19                   |